# Regiunea Gabrovo
Gabrovo este o regiune (oblastie) din centrul Bulgariei. Se învecinează cu regiunile Veliko Tarnovo, Loveci, Plovdiv și Stara Zagora. Capitala sa este orașul omonim.